# Congestion (médecine)
 (juin 2012).
Pour les articles homonymes, voir congestion.
En médecine, la congestion (du latin congestio, amas, de congerere, accumuler) est l'augmentation subite de la quantité de sang contenue dans les vaisseaux d'un organe ou d'une partie d'organe.
Elle s'accompagne d'une dilatation des vaisseaux sanguins, surtout artériels. Le terme est appliqué à différents accidents vasculaires, pulmonaires, cérébraux ou cardiaques, non précisés comme étant hémorragiques ou par infarctus.
Elle peut aussi être physiologique : la congestion vasculaire des trompes utérines participe à les rapprocher de l'ovaire pour récupérer l'ovocyte.
Le terme est aussi utilisé dans la pratique de la musculation : la « congestion musculaire », qui désigne un afflux sanguin dans les muscles lors d'un exercice physique important.
Par abus de langage, le terme de congestion nasale peut désigner une obstruction nasale.

## Synonymes et termes associés (parfois désuets)
Hyperémie, stase, œdème, accident (cérébro-)vasculaire, apoplexie (basilaire / cérébrale / congestive), attaque cardiaque, attaque cérébrale, collapsus vasculaire (périphérique / cérébral)

## Étiologie
Elle peut avoir diverses origines comme une simple réaction inflammatoire ou des réactions liées à des émotions.
On distingue :
- congestion active (ou fluxion) : congestion d'origine artérielle due à une inflammation ou une irritation locale ;
- congestion passive : stase sanguine (ralentissement du débit veineux) due à un obstacle à la circulation, d'origine cardiaque ou périphérique ;
- congestion cérébrale : terme général pour toute perturbation subite de la circulation cérébrale (chronique / passive) ;
- congestion hépatique : anomalie circulatoire du foie, avec accroissement de la résistance à l’irrigation veineuse hépatique provoquant une hépatomégalie congestive, une dilatation des veinules hépatiques et des sinusoïdes, ainsi qu’une hypoxie, qui atteint les hépatocytes avec possibilité de fibrose et de cirrhose (cirrhose cardiaque). Elle peut être due à :
  - une insuffisance cardiaque, qui entraîne un ralentissement du flux sanguin à partir du foie (cause la plus fréquente) ;
  - une péricardite constrictive ;
  - une obstruction de la veine cave inférieure et des veines hépatiques (syndrome de Budd-Chiari) ;
  - une occlusion des petites veines hépatiques (maladie veino-occlusive).
- congestion hypostatique : accumulation sanguine dans certaines parties du poumon ;
- congestion pulmonaire :
  - 1. Terme populaire désuet pour pneumonie ;
  - 2. Œdèmes pulmonaires : maladies respiratoires touchant principalement le tissu interstitiel :
    - congestion pulmonaire (aiguë / chronique / passive) ;
    - œdème pulmonaire (aigu / chronique / passif) ;
    - œdème pulmonaire aigu provoqué par causes organiques non cardiaques ;
    - hyperémie pulmonaire (aiguë / chronique / passive) ;
    - stase pulmonaire.
- congestion pleuro-pulmonaire : synonyme de maladie de Woillez, début de pneumonie ou congestion aiguë du poumon, à guérison spontanée.

La congestion vasculaire peut être mortelle en entraînant une hémorragie interne, l'obstruction (thrombose d'une artère (infarctus)). La mort par congestion était souvent désignée par le terme apoplexie, c'était le sort prévisible de ceux qu'on appelait les « bons vivants », mangeurs excessifs ou amateurs de « bonne chère ».